# Kerstin Kuoljok
Kerstin Kuoljok, född 12 mars 1935 i Johannes församling i Stockholm, död 30 december 2015 i Jokkmokk, var en svensk etnograf och författare som framför allt studerade samer och sibiriska folkslag. Hon hette Kerstin Eidlitz i sitt första äktenskap och använde senare författarnamnet Kerstin Eidlitz Kuoljok.

## Forskning
Kerstin Kuoljok föddes som tolfte barnet i en syskonskara på 14. Fadern Karl Filip Forsberg var skräddare och modern hette Märta Dorotea Forsberg, född Sedvall. Kerstin Kuoljok disputerade 1969 vid Uppsala universitet med avhandlingen Food and emergency food in the circumpolar area som två år senare gavs ut i en populär version på svenska under titeln Föda och nödföda. Hon blev därefter docent vid Uppsala universitet.
I början av 1970-talet ingick hon äktenskap med renskötaren Petter Erik Kuoljok och flyttade till Jokkmokk där hon blev boende resten av sitt liv. Eftersom hon var kunnig i ryska och periodvis vistades i Moskva kunde hon använda litteratur som var otillgänglig för många andra forskare. Ett av Kerstin Kuoljoks viktiga bidrag till forskningen var hennes kritik av begreppet sita i betydelsen större samisk samfällighet, som hade fått stort genomslag efter att det introducerats av Väinö Tanner 1929. Hon kunde visa att detta inte var någon ursamisk institution utan att den hade sina rötter i rysk lagstiftning från slutet av 1800-talet.
Hon hade tre döttrar.